# Семен Рубан
Семе́н Ру́бан (*д/н —після 1694) — український політичний та військовий діяч, кошовий отаман Війська Запорозького у 1692—1694 роках.

## Життєпис
Про місце і дату народження немає відомостей. До 1692 року обіймав посаду отамана Полтавського куреня. У червні 1692 року більшість запорожців визнали необхідним збереження миру з Кримським ханством. Проти цього виступив кошовий Іван Гусак, тому Кіш позбавив його булави і замість нього обрав кошовим Семена Рубана, активнішого прихильника миру з ханством.
Семен Рубан відправив посольство до кримського хана Селіма I, що знаходився у місті Кілія (гирло Дунаю), де було укладено мирний договір. Під час каденції Рубана відбувалося активне листування з гетьманом Іваном Мазепою стосовно вільного пересування між Лівобережжям та Січчю, а також торгівлі. Разом з тим кошовий погодився інформувати Івана Мазепу стосовно планів та пересування татар.
У січні 1693 року запорожці переобрали Рубана на отаманство. Протягом листування та декількох посольств вдалося налагодити стосунки з гетьманом та отримати від московського царя Петра I відповідне постачання тканинами, харчами та грошима.
У 1694 році втретє обирається кошовим отаманом. В цей час на Січ прибуває гетьман Петро Іваненко, який пропонував об'єднатися з Кримським ханством проти гетьмана Івана Мазепи. Втім запорожці під впливом Семена Рубана відмовилися від цієї пропозиції. Тоді ж оголосили про розірвання миру з кримськими татарами, про що у квітні доповіли московському уряду. Але у травні Рубана було позбавлено булави за те, що не зміг вдало протидіяти нападу татар, які захопили значну кількість козацької худоби. Про подальшу долю немає відомостей.